# Elitloppet 1977
Elitloppet 1977 var den 26:e upplagan av Elitloppet, som gick av stapeln söndagen den 29 maj 1977 på Solvalla i Stockholm. Finalen vanns av den franska hästen Eléazar, körd och tränad av Léopold Verroken.
Inför 1977 års upplaga av Elitloppet var intresset stort för utländska hästar. Hästar som Bellino II, Quick Pay och Zoot Suit bjöds in, men tvingades alla tacka nej på grund av olika anledningar. Inför 1977 års Elitlopp erbjöd Solvalla 50 000 kronor till den häst som vann både kval- och finalheat, en bonus som Eléazar kunde inkassera, då denne vunnit både försök och final.
Även tröstloppet Elitloppet Consolation kördes detta år, för de hästar som deltagit i kvalheaten, men som inte lyckats kvala in till finalen.

## Upplägg och genomförande
Elitloppet är ett inbjudningslopp och varje år bjuds 16 hästar som utmärkt sig in till Elitloppet. Hästarna lottas in i två kvalheat, och de fyra bästa i varje försök går vidare till finalen som sker 2–3 timmar senare samma dag. Desto bättre placering i kvalheatet, desto tidigare får hästens tränare välja startspår inför finalen. Samtliga tre lopp travas sedan 1965 över sprinterdistansen 1 609 meter (engelska milen) med autostart (bilstart). I Elitloppet 1977 var förstapris i finalen 125 000 kronor, och 25 000 kronor i respektive kvalheat.

## Kvalheat 1
| P | S | Häst           | Kusk              | Tränare           | Land        | Odds  | Tid     |
| - | - | -------------- | ----------------- | ----------------- | ----------- | ----- | ------- |
| 1 | 4 | Eléazar        | Léopold Verroken  | Léopold Verroken  | Frankrike   | 3,53  | 1.16,3  |
| 2 | 2 | Dalko II       | Antonio Macchi    | Antonio Macchi    | Italien     | 65,30 | 1.16,4  |
| 3 | 7 | Madison Avenue | Uno Swed          | Uno Swed          | Sverige     | 6,80  | 1.16,7  |
| 4 | 1 | Waymaker       | Antonio Quadri    | Antonio Quadri    | Italien     | 52,80 | 1.16,7  |
| 0 | 5 | Tarok          | Jörn Laursen      | Jörn Laursen      | Danmark     | 2,30  | 1.16,8g |
| 0 | 8 | Petite Evander | Eddie Dunnigan    | Eddie Dunnigan    | Nya Zeeland | 17,80 | 1.16,9g |
| 0 | 3 | Duke Iran      | Stig H. Johansson | Stig H. Johansson | Sverige     | 12,50 | 1.16,9g |
| d | 6 | Quick Work     | William Gilmour   | William Gilmour   | USA         | 4,50  | dgm8    |

## Kvalheat 2
| P | S | Häst             | Kusk                  | Tränare               | Land      | Odds  | Tid    |
| - | - | ---------------- | --------------------- | --------------------- | --------- | ----- | ------ |
| 1 | 8 | Keystone Pioneer | Billy Haughton        | Billy Haughton        | USA       | 2,54  | 1.14,5 |
| 2 | 6 | Dauga            | Michel-Marcel Gougeon | Michel-Marcel Gougeon | Frankrike | 9,60  | 1.14,5 |
| 3 | 2 | Granit           | Gerhard Krüger        | Gerhard Krüger        | Tyskland  | 20,20 | 1.14,8 |
| 4 | 4 | Wiretapper       | Sören Nordin          | Sören Nordin          | Sverige   | 2,10  | 1.15,0 |
| 0 | 5 | Dimitria         | Léopold Verroken      | Léopold Verroken      | Frankrike | 19,50 | 1.15,9 |
| 0 | 7 | Express Pride    | Erik Skutnabb         | Erik Skutnabb         | Finland   | 41,60 | 1.17,3 |
| d | 3 | Micko Tilly      | Olle Lindqvist        | Olle Lindqvist        | Sverige   | 16,00 | distg  |
| d | 1 | V.I.P.           | Stig H. Johansson     | Stig H. Johansson     | Sverige   | 10,00 | ug     |

## Finalheat
| P | S | Häst             | Kusk                  | Tränare               | Land      | Odds  | Tid     |
| - | - | ---------------- | --------------------- | --------------------- | --------- | ----- | ------- |
| 1 | 2 | Eléazar          | Léopold Verroken      | Léopold Verroken      | Frankrike | 3,55  | 1.16,0  |
| 2 | 8 | Wiretapper       | Sören Nordin          | Sören Nordin          | Sverige   | 10,30 | 1.16,1  |
| 3 | 3 | Dauga            | Michel-Marcel Gougeon | Michel-Marcel Gougeon | Frankrike | 5,70  | 1.16,3g |
| 4 | 7 | Waymaker         | Antonio Quadri        | Antonio Quadri        | Italien   | 94,80 | 1.16,4  |
| 5 | 4 | Dalko II         | Antonio Macchi        | Antonio Macchi        | Italien   | 69,10 | 1.16,4  |
| 6 | 5 | Granit           | Gerhard Krüger        | Gerhard Krüger        | Tyskland  | 18,70 | 1.16,5  |
| 0 | 6 | Madison Avenue   | Uno Swed              | Uno Swed              | Sverige   | 13,20 | 1.17,1g |
| d | 1 | Keystone Pioneer | Billy Haughton        | Billy Haughton        | USA       | 1,80  | 1.18,0g |